# سیارک ۱۴۵۹

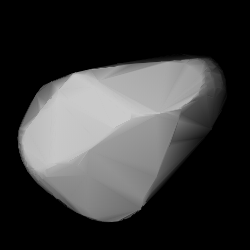
سیارک ۱۴۵۹ مگنیا (magnya)

سیارک ۱۴۵۹ (به انگلیسی: 1459 Magnya، نامگذاری:1937VA) هزار و چهارصد و پنجاه و نهمین سیارک کشف شده‌است که در ۴ نوامبر ۱۹۳۷ و در رصدخانه سایمیز کشف شد.
قدر مطلق سیارک برابر ۹٫۹۰ است.